# Rally San Froilán de 1995
El Rally San Froilán de 1995, oficialmente 17.º Rallye San Froilán, fue la decimoséptima edición, la novena ronda de la temporada 1995 del Campeonato de España de Rally y la octava de la temporada 1995 del Campeonato de Galicia de Rally. Fue también puntuable para el Desafío Peugeot, la Copa Ibiza y el Trofeo Fiat Cinquecento. Se celebró del 7 al 8 de octubre y contó con un itinerario de doce tramos que sumaban un total de 173,6 km cronometrados.

## Itinerario
| Día   | Tramo | Nombre    | Distancia | Ganador                   | Tiempo | Líder         |
| ----- | ----- | --------- | --------- | ------------------------- | ------ | ------------- |
| Día 1 | TC1   | Lindín    | 10.85 km  | Jesús Puras               | 6:36   | Jesús Puras   |
| Día 1 | TC2   | Cadramón  | 28.55 km  | Borja Moratal             | 18:24  | Jesús Puras   |
| Día 1 | TC3   | Mondoñedo | 18.25 km  | Borja Moratal             | 10:49  | Borja Moratal |
| Día 1 | TC4   | Lindín    | 10.85 km  | Jesús Puras Borja Moratal | 6:35   | Borja Moratal |
| Día 1 | TC5   | Cadramón  | 28.55 km  | Jesús Puras               | 18:17  | Borja Moratal |
| Día 1 | TC6   | Mondoñedo | 18.25 km  | Borja Moratal             | 10:48  | Borja Moratal |
| Día 1 | TC7   | Goián     | 9.90 km   | Jesús Puras Borja Moratal | 6:27   | Borja Moratal |
| Día 1 | TC8   | Oural     | 10.20 km  | Jesús Puras               | 6:11   | Jesús Puras   |
| Día 1 | TC9   | La Mota   | 9.05 km   | Jesús Puras Borja Moratal | 5:08   | Jesús Puras   |
| Día 1 | TC10  | Goián     | 9.90 km   | Jesús Puras               | 6:19   | Jesús Puras   |
| Día 1 | TC11  | Oural     | 10.20 km  | Jesús Puras               | 6:04   | Jesús Puras   |
| Día 1 | TC12  | La Mota   | 9.05 km   | Jesús Puras               | 5:14   | Jesús Puras   |

## Clasificación final
| Pos.     | Piloto                | Copiloto            | Automóvil               | Tiempo  | Diferencia |
| General  | General               | General             | General                 | General | General    |
| -------- | --------------------- | ------------------- | ----------------------- | ------- | ---------- |
| 1.       | Chus Puras            | Carlos del Barrio   | Citroën ZX 16V          | 1h47:06 | 0.0        |
| 2.       | Miguel Martínez-Conde | Felipe Alonso       | Renault Clio Williams   | 1h52:03 | +4:57      |
| 3.       | Germán Castrillón     | Estrella Castrillón | Ford Escort RS Cosworth | 1h53:12 | +6:06      |
| 4.       | Jaime Azcona          | Julius Billmaier    | Peugeot 106 Rallye      | 1h54:42 | +7:36      |
| 5.       | Sergio Vallejo        | Diego Vallejo       | Peugeot 106 Rallye      | 1h54:57 | +7:51      |
| 6.       | Metodio Ferradas      | Hugo Feito          | SEAT Ibiza GTI          | 1:59:32 | +12:26     |
| 7.       | Salvador Cañellas Jr. | Xavi Lorza          | SEAT Ibiza GTI          | 1h59:35 | +12:29     |
| 8.       | José Calvo            | Luis Valle          | SEAT Ibiza GTI          | 2h00:45 | +13:39     |
| 9.       | Manuel Muniente       | Joan Ibáñez         | Peugeot 106 Rallye      | 2h00:57 | +13:51     |
| 10.      | David Nafría          | Queralt Díaz        | Peugeot 106 Rallye      | 2h00:58 | +13:52     |
| Galicia  |                       |                     |                         |         |            |
| 1. (3.)  | Germán Castrillón     | Estrella Castrillón | Ford Escort RS Cosworth | 1:53:12 | 0.0        |
| 2. (5.)  | Sergio Vallejo        | Diego Vallejo       | Peugeot 106 Rallye      | 1:54:57 | +1:45      |
| 3. (13.) | Manuel García Lorenzo | José Manuel Pinal   | Renault Clio Williams   | 2:03:24 | +10:12     |